# دهنو (حومة بروجن)
دهنو (بالفارسية: دهنو) هي قرية تقع في إيران في قسم حومة الريفي. يقدر عدد سكانها بـ 1,301 نسمة .